# الی بردلی
الی بردلی (انگلیسی: Eli Bradley؛ 14 October 1883 – ۱۹۵۴ (۷۴−۷۵ سال)) بازیکن فوتبال بود.